# Neozythia
Neozythia is een geslacht van schimmels uit de Pezizomycotina. De familie is nog niet eenduidig bepaald (Incertae sedis).

## Soorten
Volgens Index Fungorum telt het geslacht twee soorten (peildatum februari 2022):
| Soortnaam             | Auteur(s)     | Publicatiejaar |
| --------------------- | ------------- | -------------- |
| Neozythia handelii    | (Bubák) Petr. | 1959           |
| Neozythia nectrioidea | (Petr.) Petr. | 1958           |